# Ante Čačić
Ante Čačić, né le 29 septembre 1953 à Zagreb en Yougoslavie, est un entraîneur de football croate. Il est notamment le sélectionneur national de l'équipe de Croatie du 21 septembre 2015, en remplacement de Niko Kovač, à octobre 2017. Čačić est diplômé de la faculté d'éducation physique de l'Université de Zagreb.

## Biographie

### Carrière d’entraîneur

#### En club
Au cours de sa carrière, il assure la montée en division supérieure de l'Inter Zaprešić et de Dubrava. Il entraîne également Zadar, Osijek, Slaven Belupo, Kamen Ingrad, Radnik Sesvete et le Lokomotiva Zagreb.
Lors de la saison 2002-03, Čačić est à la tête de l'Inter Zaprešić dans la Division Sud de la seconde division croate. En mars 2003, il démissionne après une défaite contre le leader, Uljanik, laissant l'Inter à la deuxième place du classement avec cinq points de retard sur le leader.
En juin 2006, Čačić revient en Croatie et il est nommé directeur sportif de Kamen Ingrad. Après seulement trois mois, il met fin à son contrat. En octobre 2006, il reprend les rênes de l'Inter Zaprešić après le licenciement de Srećko Bogdan. Čačić mène l'Inter à la première place du championnat de seconde division 2007 et l'équipe est promue en première division. Après un début décevant la saison suivante, il est limogé en août 2007. En octobre 2011, Čačić est nommé entraîneur du Lokomotiva Zagreb qui termine à la sixième place à la trêve hivernale, en étant invaincu pendant les quatre matchs dirigés par Čačić.
Le 23 décembre 2011, Čačić signe un contrat d'un an et demi avec le Dinamo Zagreb. Après avoir été renvoyé du Dinamo en novembre 2012, Čačić reste sans affectation jusqu'en avril 2013, lorsqu'il reprend le Radnik Sesvete. Il laisse Radnik Sesvete quelques mois plus tard : début juin 2013, il accepte une offre des champions slovènes de Maribor.

#### Sélectionneur national
Après une expérience comme assistant du sélectionneur des espoirs croates entre 1994 et 1998, il est nommé sélectionneur adjoint de l'équipe nationale de football libyenne, lorsque Ilija Lončarević est nommé manager de cette équipe. Lors de son séjour en Libye, il est choisi pour diriger l'équipe espoirs aux Jeux méditerranéens de 2005 organisés en Espagne. Après avoir perdu contre les hôtes en demi-finale, la Croatie remporte la médaille de bronze après avoir battu le Maroc aux tirs au but.
Le 21 septembre 2015, il est nommé à la tête de l'équipe nationale de Croatie en remplacement de Niko Kovač.
En octobre 2017, il est limogé après un match nul face à la Finlande dans les éliminatoires pour le Mondial 2018.